# Statholder
En statholder er den som på statsoverhovedets vegne står for et lands eller en landsdels styre. Da Norge var i personalunion med Danmark, var der fra 1572 et embede som statholder, som blev ophævet i 1771 og genindført i 1807, da forbindelsen med Danmark blev afbrudt på grund af krig. Fra 1814 havde Norge i personalunion med Sverige statholdere frem til 1856. Statholdere fandtes også i hertugdømmerne Slesvig (Sønderjylland) og Holsten. Det kendes også fra Nederlandene, da de var under spansk herredømme, og hvor statholderne i de nordlige provinser stod bag løsrivelsesbevægelsen under Firsårskrigen, der førte til Nederland/Hollands oprettelse.
Betegnelser som vicekonge og generalguvernør dækker nogenlunde det samme.

## Andre lande

### Nederlandene
Titlen statholder blev også brugt om statsoverhovedet i Republikken af de syv forenede Nederlande eller provinser i 1581-1795, dog kun hvis han var af fyrsteslægten Oranien. Den sidste statholder døde i eksil i 1806.
I 1650-1672 og igen i 1702-1747 var de borgerlige rådspensionær statsoverhoveder for De nordlige Nederlande.

### Storbritannien
En britisk statholder, Lord-Lieutenant, er en personlig repræsentant for den britiske monark i et ceremonielt grevskab i England eller Wales. Det er normalt pensionerede embedsmænd fra civil-administratrionen eller forsvaret, som tildeles titlen, som i dag er rent ceremoniel. En af de mest centrale pligter er at møde medlemmer af kongefamilien som besøger området.
Skotland har en tilsvarende ordning der kaldes "lieutenancy areas".
I Nord-Irland er der otte statholdere, en for hver af de seks traditionelle grevskaber og en hver for Belfast og Londonderry.
Irland havde en statholder som var chef for den britiske administration indtil oprettelsen af Den irske fristat i 1922.